# Alainotheres
Alainotheres is een geslacht van kreeftachtigen uit de klasse van de Malacostraca (hogere kreeftachtigen).

## Soort
- Alainotheres leloeuffi (Crosnier, 1969)